# Carl Erskine
Carl Erskine (Anderson, Indiana; 13 de diciembre de 1926 – Anderson, Indiana; 16 de abril de 2024) fue un beisbolista estadounidense que jugó doce temporadas en la MLB en la posición de pitcher con Los Angeles Dodgers, ganó la Serie Mundial de 1955, fue a un Juego de las Estrellas, lanzó dos no hit no run y era el último sobreviviente del grupo Boys of Summer Brooklyn de los años 1950.
Durante la temporada 1953, Erskine ganó 20 partidos y estableció un récord de la Serie Mundial con 14 strikeouts (ponches) en un solo juego. Fue un All-Star la temporada siguiente. Erskine lanzó dos de los siete no-hitters de los NL durante la década de 1950.
Después de su carrera en el béisbol, estuvo activo como ejecutivo de negocios y autor. En particular, se involucró profundamente en las Olimpiadas Especiales y organizaciones benéficas que tenían como objetivo ayudar a personas con dificultades de desarrollo como su hijo Jimmy, que nació con síndrome de Down. 

## Carrera
Al graduarse de secundaria se unió al United States Navy en 1945. En ese tiempo estuvo en el Boston Navy Yard. Luego de darse de baja de Navy en 1946 fue declarado como agente libre por el entonces comisionado Happy Chandler, y los Dodgers violaron las reglas de la Major League en firmar jugadores militares. Luego de estar eln el periodo de guerra con Boston Red Sox, Philadelphia Phillies y los Dodgers, firmaría con Brooklyn por un bono de $5,000.
Erskine debutaría un año antes en la MLB que Don Newcombe, y entre 1948–50 era utilizado como relevista, teniendo un récord de 21–10. En 1951 fue abridor en 19 partidos y en 27 fue relevista, y su marca fue de 16–12. Erskine tuvo récord de 14–6 en 1952 y su mejor registro en efectividad con 2.70, y al año siguiente tuvo una temporada de 20 victorias, liderando la liga en rendimiento con .769 con 187 ponches y 16 juegos completos, los máximos en su carrera. En 1954 tuvo récord de 18–15, inició 37 partidos y lanzó (260 1⁄3), las mayores cantidades en una temporada, luego su récord fue de 11–8 en 1955 y 13–11 en 1956.
Cuando Newcombe lanzó la novena entrada del tercer partidos del playoff ante New York Giants el 3 de octubre de 1951, Erskine y Ralph Branca se quedaron en el bullpen. Por recomendación del coach de lanzadores Clyde Sukeforth, que vio un mejor rendimiento en Branca, Newcombe sería reemplazado por Branca, que permitió el cuadrangular ganador de Bobby Thomson.
Erskine, autor de dos no hit no run (ante Chicago Cubs el 19 de junio de 1952 y los New York Giants el 12 de mayo de 1956), fue parte de los Dodgers que ganaron la Serie Mundial de 1955, la primera en la historia de la franquicia. Jugó 11 partidos de Serie Mundial (1949, 1952, 1953, 1955, 1956), y participó en el Juego de las Estrellas de 1954. Erskine ponchó a 14 para ganar el juego 3 de la Serie Mundial de 1953, rompiendo el récord de la Serie Mundial de 13 que tenía Howard Ehmke (juego 1 de la serie Mundial de 1929), récord que permaneció por 10 años hasta que Sandy Koufax ponchó a 15 bateadores de los New York Yankees en el primer juego de la Serie Mundial de 1963; pero perdió al igual que en el juego 6. De 1951 a 1956 Erskine ganó 92 partidos y perdió 58, ayudó a los Dodgers a llegar a cuatro ediciones de la Serie Mundial.
Erskine se mudó a Los Angeles con el equipo en 1958, pero solo jugó una temporada y media. Su último partido fue el 14 de junio de 1959. En sus 12 años de carrera tuvo un récord de 122–78 (.610), 981 ponches y efectividad de 4.00 ERA en 1718 2⁄3 entradas. Luego de retirarse, fue asistente del coach de lanzadores en 1959, temporada en la que los Dodgers volvieron a ganar la Serie Mundial.

## Tras el retiro
Luego de retirarse como jugador, Erskine regresó a su natal Indiana. En la temporada de 1960 trabajó como comentarista deportivo para las transmisiones en los sábados en la tarde para ABC junto al narrador Jack Buck. Dirigió en el béisbol universitario a los Anderson Ravens por 12 temporadas, incluyendo cuatro apariciones en el campeonato de la Hoosier Conference, y en 1965 con récord de 20–5 llegaron a la NAIA World Series. Tuvo a 18 jugadores seleccionados al equipo All-Conference y tres All-American.
Erskine luego pasó a ser líder comunitario, participó en varias empresas y asociaciones, incluso llegó a ser presidente del Star Bank of Anderson, Indiana, antes de pasar a ser vicepresidente de la junta directiva. Era devoto de su hijo Jimmy, que nació con síndrome de Down. Trabajó en el Hopewell Center para personas discapacitadas, el cual estaba cerca de su casa.
En homenaje a Erskine como Dodger y ciudadano, le fue levantada una estatua de bronce de 1,80 m (5′ 11″) frente al Carl D. Erskine Rehabilitation and Sports Medicine Center. Erskine también donaría parte de su propiedad al Anderson Community School System para construir una nueva escuela, la cual se llamó Erskine Elementary. En 2002 la calle Erskine en Brooklyn fue creada en su honor. En 2010 fue premiado con el Sachem Award por el gobernador Mitch Daniels de Indiana, el más alto honor otorgado por el estado en reconocimiento de sus logros en Indiana.
Erskine fue miembro de la junta supervisora de la Baseball Assistance Team, una organización no lucrativa dedicada a ayudar a exjugadores de la Major League, Minor League y Negro league baseball con dificultades financieras y médicas. Adicionalmente la Carl and Betty Erskine Society fue fundada por Erskine para recaudar fondos para las Special Olympics por más de 40 años.
En 2023 el National Baseball Hall of Fame and Museum anunció que Erskine ganó el Buck O'Neil Lifetime Achievement Award por sus aportes caritativos y a los Special Olympics.

## Vida personal
Erskine se casó con Betty Palmer el 5 de octubre de 1947, tuvieron cuatro hijos: Danny, Gary, Susan y Jimmy. Al retirarse, la pareja retornó a Anderson, Indiana. Inicialmente planeó mudar a su familia a New York City para trabajar como representante de la marca deportiva Van Heusen. Sin embargo, luego de que Jimmy Erskine naciera con síndrome de Down, la familia decidió quedarse en Anderson.
Erskine murió de neumonía el 16 de abril de 2024 en el Anderson Community Hospital a los 97 años. Anteriormente a Erskine se le murió su hijo Jimmy en 2023.
Erskine era el último sobreviviente de equipo conocido como "Boys of Summer" Brooklyn Dodgers de los años 1940 y años 1950.